# Raimundo
Raimundo (auch Raymundo) ist ein männlicher Vorname, der auch als Familienname vorkommt. Er ist die spanische und portugiesische Form des Namens Raimund.

## Namensträger

### Vorname

#### Raimundo
- Raimundo Amador (* 1959), spanischer Gitarrist und Sänger (Flamenco)
- Raimundo Cesare Bergamin (1910–1991), italienischer Ordensgeistlicher und römisch-katholischer Bischof von Padang
- Raimundo Possidônio Carrera da Mata (* 1954), brasilianischer Geistlicher, römisch-katholischer Bischof von Bragança do Pará
- Raimundo Carrero (* 1947), brasilianischer Schriftsteller und Journalist
- Raimundo Correia (1859–1911), brasilianischer Lyriker und Jurist
- Raimundo José da Cunha Matos (1776–1839), portugiesisch-brasilianischer General und Militärschriftsteller
- Raimundo Infante (1928–1986), chilenischer Fußballspieler
- Raimundo Lida (1908–1979), argentinischer und US-amerikanischer Romanist und Hispanist jüdisch-galizischer Abstammung
- Raimundo Lui (1912–1994), brasilianischer Ordensgeistlicher, römisch-katholischer Bischof von Paracatu
- Raimundo Nonato da Silva (* 1967), brasilianischer Fußballspieler
- Raimundo Orsi (1901–1986), argentinisch-italienischer Fußballspieler
- Raimundo Pereira (* 1956), Rechtsanwalt und Politiker aus Guinea-Bissau
- Raimundo Revoredo Ruiz (1927–2021), peruanischer römisch-katholischer Ordensgeistlicher
- Raimundo Irineu Serra (1892–1971),  Gründer der synkretistischen Religion Santo Daime
- Raimundo Serrat (* um 1105; † 1163), Abt des Zisterzienserklosters von Fitero (Navarra) und Gründer des Calatrava-Ritterordens
- Raimundo Tupper (1969–1995), chilenischer Fußballspieler
- Raimundo Vanthuy Neto (* 1973), brasilianischer römisch-katholischer Geistlicher, Bischof von São Gabriel da Cachoeira
- Raimundo Fernández Villaverde (1848–1905), spanischer Politiker, Ministerpräsident Spaniens

Zwischenname
- Lorenzo Raimundo Parodi (1895–1966), argentinischer Agraringenieur und Botaniker
- Manuel Raimundo Querino (1851–1923), afrobrasilianischer Künstler und Intellektueller

#### Raymundo
- Raymundo  Beltrán (* 1981), mexikanischer Profiboxer
- Raymundo Damasceno Assis (* 1937), brasilianischer römisch-katholischer Geistlicher und emeritierter Erzbischof von Aparecida
- Raymundo Fermín (* 1961), dominikanischer Tischtennisspieler
- Raymundo Gleyzer (* 1941; vermisst seit 1976), argentinischer politischer Filmemacher
- Raymundo López Mateos (1932–2000), mexikanischer Ordensgeistlicher und römisch-katholischer Bischof von Ciudad Victoria
- Raymundo Joseph Peña (1934–2021), US-amerikanischer Geistlicher und römisch-katholischer Bischof von Brownsville
- Raymundo Sabio (1946–2022), philippinischer Ordensgeistlicher und Apostolischer Präfekt der Marshallinseln

Zwischenname
- Emerson Raymundo Santos (* 1995), brasilianischer Fußballspieler
- Guilherme Raymundo do Prado (* 1981), brasilianischer Fußballspieler
- Júlio Raymundo da Gama Pinto (1853–1945), portugiesischer Augenarzt

### Familienname
- Paulo Raimundo (* 1976), portugiesischer kommunistischer Politiker